# Trevor St. John
Trevor St. John (* 3. September 1971 in Spokane, Washington) ist ein US-amerikanischer Schauspieler.

## Leben und Leistungen
St. John debütierte an der Seite von Omar Epps und Kristy Swanson im Sportdrama Higher Learning – Die Rebellen aus dem Jahr 1995. Im gleichen Jahr war er an der Seite von Jeff Fahey und Courteney Cox im Thriller Das Porträt des Killers zu sehen. Im Filmdrama Dogtown (1997) übernahm er eine der Hauptrollen; neben ihm trat in diesem Film Mary Stuart Masterson auf.
St. John spielt seit dem Jahr 2003 in der Fernsehserie Liebe, Lüge, Leidenschaft, in derer über 230 Folgen er bisher (Juli 2008) auftrat. Für diese Rolle erhielt er im Jahr 2005 bei den Daytime Emmy Awards den Sonderpreis der Fans. Nachdem er einige Jahre in keinem Spielfilm auftrat, war er 2007 in den Actionfilmen Das Bourne Ultimatum mit Matt Damon und Julia Stiles sowie Operation: Kingdom mit Jamie Foxx, Jennifer Garner und Jason Bateman zu sehen.
St. John ist seit dem Jahr 2000 verheiratet und hat einen im Jahr 2007 geborenen Sohn. Er gründete im Jahr 2001 ein Unternehmen in der Sport- und Fitnessbranche. Der Schauspieler und seine Familie leben in New York City.

## Filmografie (Auswahl)
- 1995: Higher Learning – Die Rebellen (Higher Learning)
- 1995: Das Porträt des Killers (Sketch Artist II: Hands That See)
- 1995: Crimson Tide – In tiefster Gefahr (Crimson Tide)
- 1995: Nothing Man (Kurzfilm)
- 1996: Bud & Doyle: Total bio. Garantiert schädlich. (Bio-Dome)
- 1997: Dogtown
- 1997: Heart of Stone (Back in Business)
- 1999: Payback – Zahltag (Payback)
- 2006–2013: Liebe, Lüge, Leidenschaft (One Life to Live, Seifenoper)
- 2007: Das Bourne Ultimatum (The Bourne Ultimatum)
- 2007: Operation: Kingdom (The Kingdom)
- 2013: Dark Skies – Sie sind unter uns (Dark Skies)
- 2016: Containment – Eine Stadt hofft auf Rettung (Containment, Fernsehserie, 13 Episoden)
- 2019–2020: Roswell, New Mexico (Fernsehserie)